# شعار الجمهورية العربية المتحدة
شعار الجمهورية العربية المتحدة تضمّن ألوان الوحدة العربية الموجودة في علم الجمهورية العربية المتحدة (بشكل عمودي) على درعٍ يحمله نسر صلاح الدين. في الأسفل، يظهر شريط أخضر كُتبت عليه عبارة "الجمهورية العربية المتحدة".
بعد انتهاء الاتحاد بين مصر وسوريا عام 1961، احتفظت مصر باسم "الجمهورية العربية المتحدة" واستمرت في استخدام هذا الشعار حتى أدّى مشروع اتحاد الجمهوريات العربية إلى تغييره عام 1972.

## معرض الصور

شعار مصر قبل عام 1958
شعار سوريا قبل عام 1958

شعار مصر بعد عام 1961 (استخدمت مصر اسم ورموز الجمهورية العربية المتحدة حتى عام 1972)
شعار سوريا بعد عام 1961